# Malwida von Meysenbug
Malwida von Meysenbug (28 octubre 1816 — 23 Abril 1903) va ser una escriptora alemanya. Va escriure Memòries d'una idealista, el primer volum  publicat de forma anònima el 1869. Va ser amiga de Friedrich Nietzsche i de Richard Wagner, i va conèixer l'escriptor francès Romain Rolland a Roma el 1890.
Von Meysenbug va néixer a Kassel, estat de Hesse. Va ser la novena de deu germans. El seu pare, Carl Rivalier, descendia d'una família francesa d'hugonots, i va rebre el títol de Baró de Meysenbug de Guillem I de Hesse-Kassel. Dos dels seus germans van fer brillants carreres, l'un com a ministre a Àustria, i l'altre com a ministre de Karlsruhe. Malwida, tanmateix, va trencar amb la seva família per les seves idees polítiques i va marxar a viure en una comunitat lliure a Hamburg. Perseguida per la policia el 1852, cercà refugi a Anglaterra, on subsistí com a ensenyant i traductora. Allà va conèixer els republicans Ledru-Rollin, Louis Blanc, i Gottfried Kinkel, tots refugiats polítics; el jove Carl Schurz també s'hi va relacionar.
En 1862, Malwida viajà a Itàlia amb Olga Herzen, filla de Aleksandr Herzen,  pare del socialisme rus. Allà, von Meysenbug va presentar Nietzsche a molts dels seus amics, inclosa Helene von Druskowitz. Havia convidat Paul Rée i Nietzsche a Sorrento, una ciutat de la badia de Nàpols, a la tardor de 1876. Rée hi va escriure Els orígens dels sentiments morals, i Nietzsche va començar Humà, massa humà.
El 1901 von Meysenbug va ser la primera dona nominada pel premi Nobel de Literatura després d'haver-hi estat proposada per l'historiador francès Gabriel Monod.
Malwida von Meysenbug va morir a Roma el 1903 i va ser inhumada en el cementiri protestant de la ciutat.